# Antonio Cicero
Antonio Cicero Correia Lima (Rio de Janeiro, 6 de outubro de 1945 – Zurique, 23 de outubro de 2024) foi um compositor, poeta, crítico literário, filósofo e escritor brasileiro. Em 10 de agosto de 2017 foi eleito membro da Academia Brasileira de Letras, tomando posse em 16 de março de 2018.

## Biografia
É filho dos piauienses Amélia Correia Lima e Ewaldo Correia Lima. Seu pai foi um dos intelectuais fundadores do Instituto Superior de Estudos Brasileiros (ISEB), tendo sido também diretor do BNDE durante o governo JK. Em 1960, Ewaldo assume um cargo executivo no Banco Interamericano de Desenvolvimento (BID), que então acabava de ser criado, e toda a família se transfere para Washington, D.C.. Lá, Antonio Cicero fará seus estudos secundários.
De volta ao Brasil, Cicero começa a cursar filosofia na PUC do Rio de Janeiro e, depois, no Instituto de Filosofia e Ciências Sociais da UFRJ. Em 1969, devido a problemas políticos, vai para Londres, onde conclui o curso de filosofia na Universidade de Londres. Em 1976, Cicero vai fazer pós-graduação na Georgetown University, nos Estados Unidos, onde estuda grego e latim, o que lhe permitirá ler no original clássicos como Homero, Píndaro, Horácio e Ovídio. Posteriormente lecionará Filosofia e Lógica, em universidades do Rio de Janeiro.
Antonio Cicero escreve poesia desde jovem, mas seus poemas só apareceram para o grande público quando sua irmã, a cantora e compositora Marina Lima, passou a musicá-los. Antes, porém, já eram suas canções como Fullgás, Para Começar e À Francesa - as duas primeiras em parceria com sua irmã, e a última com Cláudio Zoli. A partir de então, Cicero tornar-se-ia um dos mais próximos parceiros de Marina. Entre outras parcerias, destacam-se aquelas com Waly Salomão, João Bosco, Orlando Morais, Adriana Calcanhotto e Lulu Santos (co-autor, junto com Antonio Cicero e Sérgio Souza, do hit O Último Romântico, de 1984).
De 1991 a 1992, Antonio Cicero coordenou, em colaboração com o poeta e professor de Filosofia da Universidade Federal Fluminense Alex Varella os cursos de Estética e Teoria da Arte do Galpão do Museu de Arte Moderna do Rio de Janeiro (MAM-RJ).
Em 1993, concebeu, em colaboração com o poeta Waly Salomão e com o patrocínio do Banco Nacional, o projeto "Banco Nacional de Ideias", através do qual, nesse ano e nos dois anos subsequentes, promoveu ciclos de conferências e discussões de artistas e intelectuais de importância mundial, como João Cabral de Melo Neto, Haroldo de Campos, John Ashbery, Derek Walcott, Caetano Veloso, Richard Rorty, Tzvetan Todorov, Hans Magnus Enzensberger, Peter Sloterdijk, Ernest Gellner, Bento Prado Júnior e Darcy Ribeiro, entre outros.
Em 1994, organizou, em parceria com Waly Salomão, o livro O relativismo enquanto visão do mundo, que reúne as conferências realizadas pelo projeto Banco Nacional de Ideias nesse ano.
Em 1995, publicou O Mundo Desde o Fim, uma reflexão filosófica sobre a modernidade.
Em 1996, lançou o livro de poemas Guardar, vencedor do Prêmio Nestlé de Literatura Brasileira na categoria estreante. Lançou também um CD em 1996, Antonio Cicero por Antonio Cicero, onde recita seus poemas.
Em 2001, seu poema "Guardar" foi incluído na antologia Os cem melhores poemas brasileiros do século, organizada por Ítalo Moriconi.
Em 2002, lançou o livro de poemas A cidade e os livros. No mesmo ano participou, junto com outros artistas como Gabriel o Pensador, Chico Buarque, Ronaldo Bastos e Fernando Brant, entre outros, de uma coletânea de quatro CDs em homenagem ao poeta mineiro Carlos Drummond de Andrade. Ainda em 2002, participou, junto a personalidades como José Saramago, Hermeto Pascoal e Wim Wenders, do documentário Janela da alma, de João Jardim e Walter Carvalho.
Em 2005, lançou o livro de ensaios filosóficos Finalidades sem fim, que foi finalista do Prêmio Jabuti na categoria "Teoria / Crítica literária".
Em 2010, lançou, em parceria com o artista plástico Luciano Figueiredo, o Livro de sombras: pintura, cinema e poesia.
Em 2012, lançou o livro de poemas Porventura, o livro Poesia e filosofia (ensaio filosófico) e, como organizador, o livro de ensaios estéticos Forma e sentido contemporâneo: poesia. No mesmo ano, lançou o livro de entrevistas, organizado por Arthur Nogueira, Antonio Cicero por Antonio Cicero.
Antonio Cicero foi, de abril de 2007 a novembro de 2010, colunista do jornal Folha de S.Paulo.
Em junho de 2007, Antonio Cicero apresentou em Lisboa a palestra "Da atualidade do conceito de civilização", no encontro intitulado O Estado do Mundo, organizado pela Fundação Gulbenkian, publicada, em Portugal, no livro A urgência da teoria (Lisboa: Gulbenkian, 2007) e, na Inglaterra, traduzido por "On the concept of civilization", no livro The urgency of theory (Manchester: Carcanet, 2007). Em novembro de 2008, pronunciou a palestra de encerramento do Congresso Internacional Fernando Pessoa, em Lisboa, publicada, com o título de "Fernando Pessoa: poesia e razão", em Pessoa. Revista de ideias, em dezembro de 2010.
Como escritor, Antonio Cicero foi eleito no dia 10 de agosto 2017 para a cadeira 27 da Academia Brasileira de Letras (ABL), sucedendo Eduardo Portella, morto no dia 3 de maio deste ano. "Antonio Cicero é um dos escritores mais representativos da literatura brasileira contemporânea", declarou o presidente da ABL, acadêmico Domício Proença Filho. Cicero foi eleito por 30 votos. Concorreram na eleição 22 acadêmicos - 12 por cartas. Antes de Cicero, os ocupantes anteriores da cadeira 27 foram: Joaquim Nabuco – fundador da cadeira e que escolheu como patrono Maciel Monteiro, Dantas Barreto, Gregório da Fonseca, Levi Carneiro e Otávio de Faria.

## Doença e morte
Após ser diagnosticado com mal de Alzheimer, o poeta optou pela morte assistida e, por esse motivo, transferiu-se para a Suíça, onde tal prática é legalizada. Lá, o procedimento foi realizado. A morte do escritor foi anunciada em 23 de outubro de 2024.

## Obras publicadas

### Ensaios filosóficos
- O mundo desde o fim. Rio de Janeiro: Francisco Alves, 1995.
- Finalidades sem fim. São Paulo: Companhia das Letras, 2005.
- Poesia e filosofia. Rio de Janeiro: Civilização Brasileira, 2012.

### Livros de Poemas
- Guardar. Rio de Janeiro: Record, 1996.
- A cidade e os livros. Rio de Janeiro: Record, 2002.
- Livro de sombras: pintura, cinema e poesia (com o artista plástico Luciano Figueiredo). Rio de Janeiro, + 2 Editora, 2010.
- Porventura. Rio de Janeiro: Record, 2012

### Livro de Entrevistas
- Antonio Cicero por Antonio Cicero. Org. por Arthur Nogueira.

## Alguns textos em coletâneas
De suas palestras, integrantes dos ciclos de conferências e debates organizados por Adauto Novaes e a sua empresa de produção cultural "Artepensamento", foram publicadas as seguintes:
- "Hölderlin: O destino do homem" (in: Poetas que pensaram o mundo. NOVAES, A. (org.). São Paulo: Companhia das Letras, 2005)
- "A sedução relativa" (in: O silêncio dos intelectuais. NOVAES, A. (org.). São Paulo: Companhia das Letras, 2006)
- "Da atualidade do conceito de civilização" (in: A urgência da teoria. BHABHA, Homi et al. Lisboa: Tinta da China, 2007)
- "O ser humano e o pós-humano" (in: Mutações: a condição humana. NOVAES, A. (org.). São Paulo: Agir, 2009)
- "A razão niilista" (in: Mutações: a experiência do pensamento. NOVAES, A. (org.). São Paulo: SESC, 2010)
- "Razão crítica, razão instrumental e crença" (in: Mutações: a invenção das crenças. NOVAES, A. (org.). São Paulo: SESC, 2011)
- "Poesia e preguiça" (in:) "O ser humano e o pós-humano" (in: Mutações: a condição humana. NOVAES, A. (org.). São Paulo: Agir, 2009)

## Obras organizadas por Antonio Cicero
- Nova antologia poética de Vinícius de Moraes (com o poeta Eucanaã Ferraz). São Paulo: Companhia das Letras, 2003.
- O relativismo enquanto visão do mundo (com o poeta Waly Salomão). Rio de Janeiro: Francisco Alves, 1994.
- Forma e sentido contemporâneo. Rio de Janeiro: EDUERJ, 2012.

Vários poemas seus fazem parte de importantes antologias, tanto no Brasil quanto em Portugal, na Espanha e no México, entre as quais Os cem melhores poemas brasileiros do século XX (Rio de Janeiro: Objetiva, 2001), organizada por Ítalo Moriconi.
Além de várias teses e artigos, dois livros foram escritos sobre sua obra: Do princípio às criaturas, de Noemi Jaffe (São Paulo: Capes e USP, 2008) e Antonio Cicero, de Alberto Pucheu (Rio de Janeiro: UERJ, 2010).